# Pray (Piemonte)
 For alternative betydninger, se Pray. (Se også artikler, som begynder med Pray)
Pray er en comune (kommune) i Biella i den italienske region Piemonte, lokaliseret omkring 80 km nordøst for Turin og omkring 15 km nordøst for Biella. Den 31. December 2004, havde byen et indbyggertal på 2,434 og et areal på 9.3 km².
Pray grænser op til følgende kommuner: Caprile, Coggiola, Crevacuore, Curino, Portula, Trivero. Postnummeret for byen er 13016, og områdekoden er 015.